# Jan Långben lär sig simma
Jan Långben lär sig simma (engelska: How to Swim) är en amerikansk animerad kortfilm med Långben från 1942.

## Handling
Filmen är uppbyggd som en utbildningsfilm och handlar om Långben som visar en publik hur man simmar och dyker.

## Om filmen
Filmen hade svensk premiär den 13 december 1943 på Sture-Teatern i Stockholm och ingick i kortfilmsprogrammet Kalle Anka på nya upptåg tillsammans med sju kortfilmer till; Pluto bland vilda djur, Kalle Ankas guldgruva, Far och flyg (ej Disney), Pluto knäcker nötter, Kalle Anka lär sig flyga, Med kung Vinter på semester (ej Disney) och Kalle Anka som batterist.
Filmen har givits ut på VHS och DVD och finns dubbad till svenska.

## Rollista
- John McLeish – berättare[11]